# 2023 BU
2023 BU — навколоземний об'єкт, який 27 січня 2023 року о 00:29 UT пролетів на відстані приблизно 3 589 ± 1 км (2 230,10 ± 0,62 миля) від поверхні Землі над південним краєм Південної Америки. Астероїд має діаметр приблизно 3–8 метрів і наблизився до Землі з нічного неба. Це четверте найближче відоме зближення без зіткнення з Землею після 2020 VT4, 2020 QG і 2021 UA1[джерело?].

## Орбіта

·
Земля·
Сонце

Астероїд пройшов перигелій 27 січня 2023 року, через чотири години після максимального зближення із Землею. 2023 BU вперше зафіксував Геннадій Борисов у селищі Научний (Крим) 21 січня 2023 року 23:53 UT, приблизно за п'ять днів до зближення. Востаннє об'єкт спостерігали 31 січня 2023 року.
Збурення орбіти об'єкта внаслідок наближення до Землі збільшить його орбітальний період із 359 днів до приблизно 425 днів. Також збільшиться відстань від Сонця в перигелії і в афелії. Відносно низька швидкість зустрічі з Землею 9,3 км/с (21 000 миля/год) є результатом низького ексцентриситету та земної орбіти.

## Імовірність зіткнення
Під час наближення до Землі у 2023 році ризику зіткнення із Землею не було. Якщо припустити, що астероїд має розмір приблизно 8 метрів у діаметрі та увійшов в атмосферу, він не досяг би поверхні землі й розсипався б на висоті близько 30 км, що практично не становить загрози.
Зіткнення з об'єктами діаметром 8 м трапляються в середньому кожні 5 років; зіткнення з об'єктами 4 метри в діаметрі — у середньому раз на рік. 2023 BU має ймовірність від 1 до 17 мільйонних часток упасти на Землю 20 січня 2110 року.